# Butleriana
Butleriana là một chi bướm đêm thuộc họ Geometridae.

## Các loài
- Butleriana minor Butler, 1882
- Butleriana fasciata Butler, 1882
- Butleriana fumosa Butler, 1882
- Butleriana oculata Mabille, 1885